# Kemping

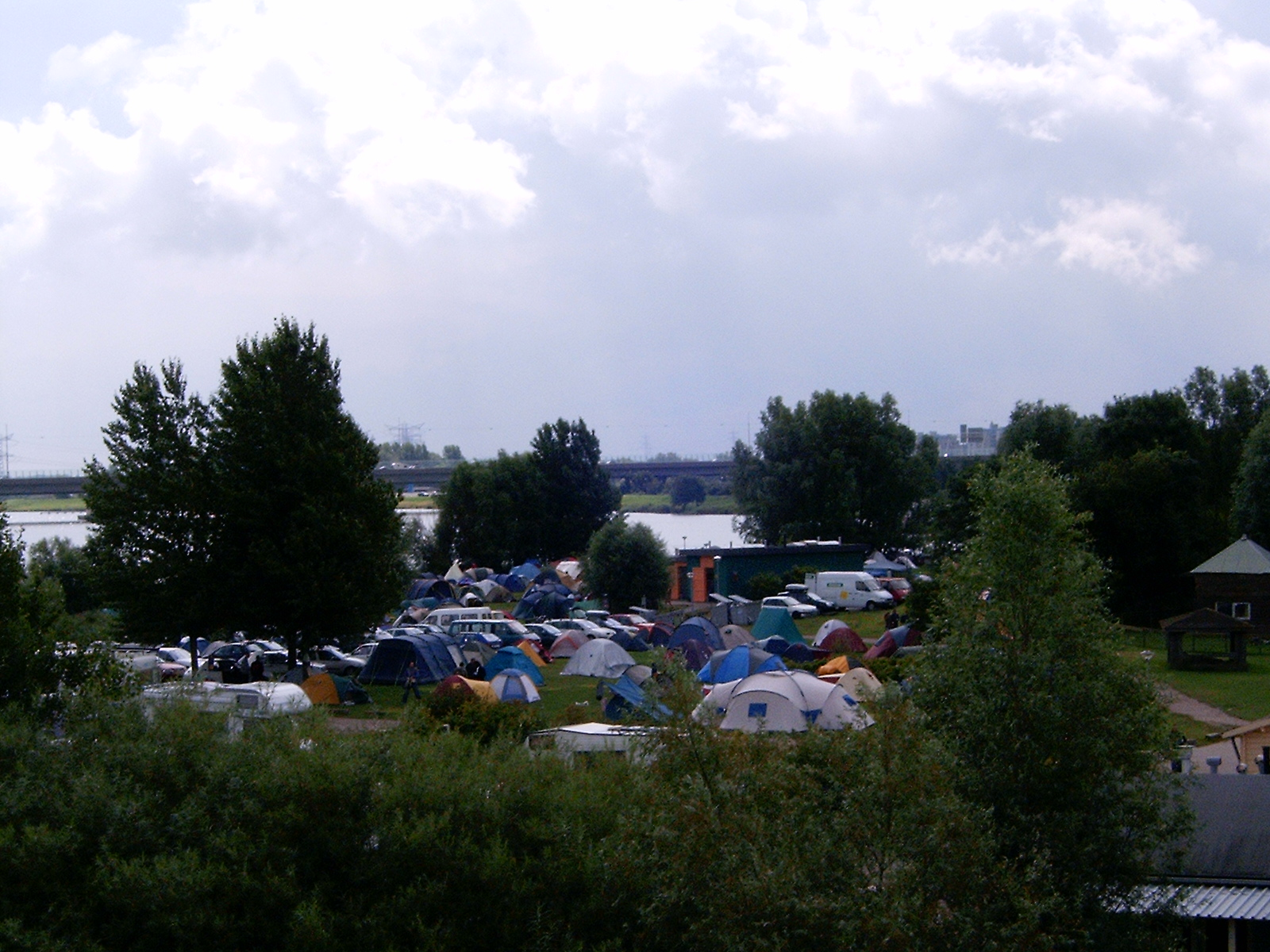
Kemping w Amsterdamie, Holandia

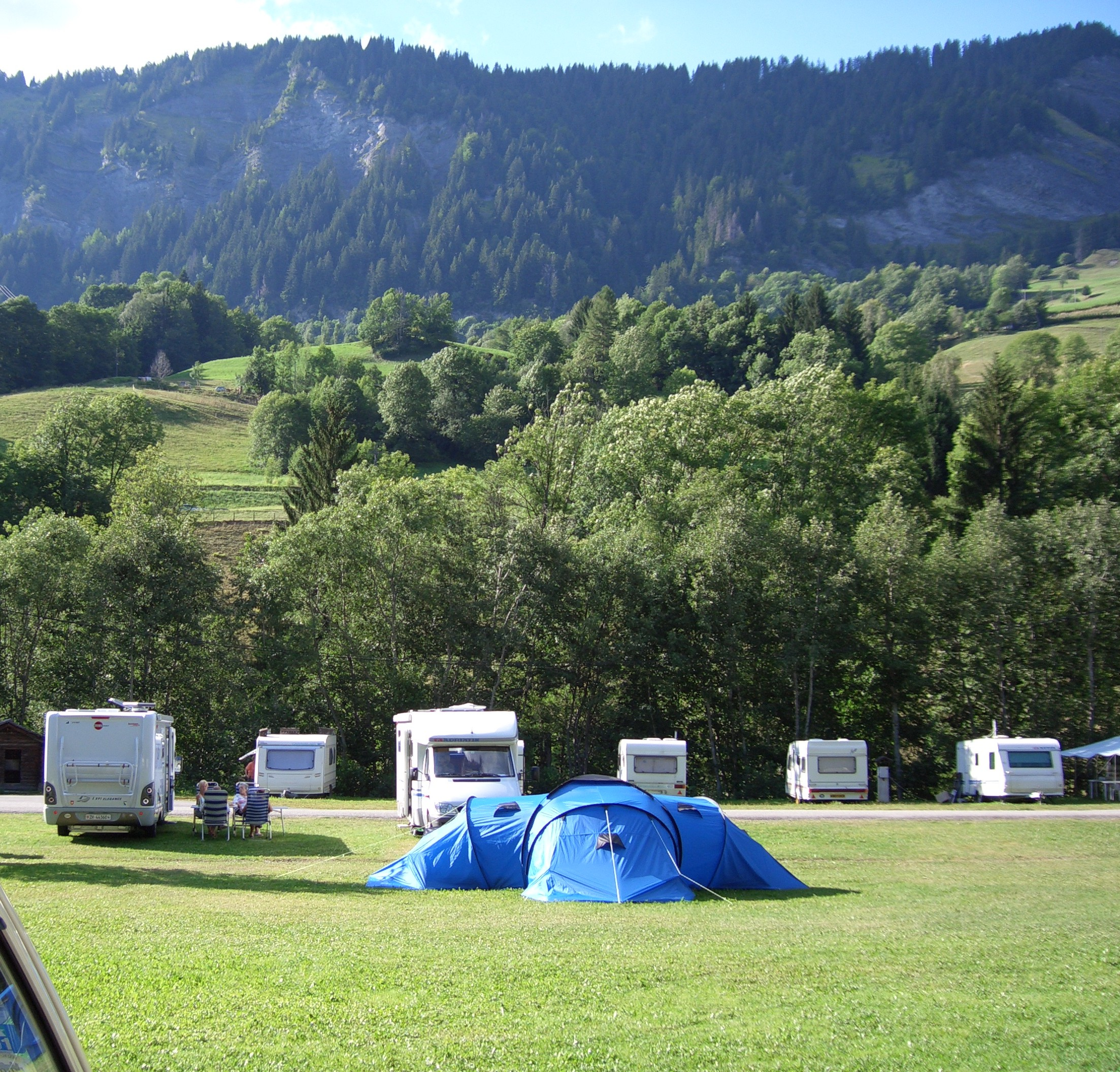
Kemping we Flumet, Francja

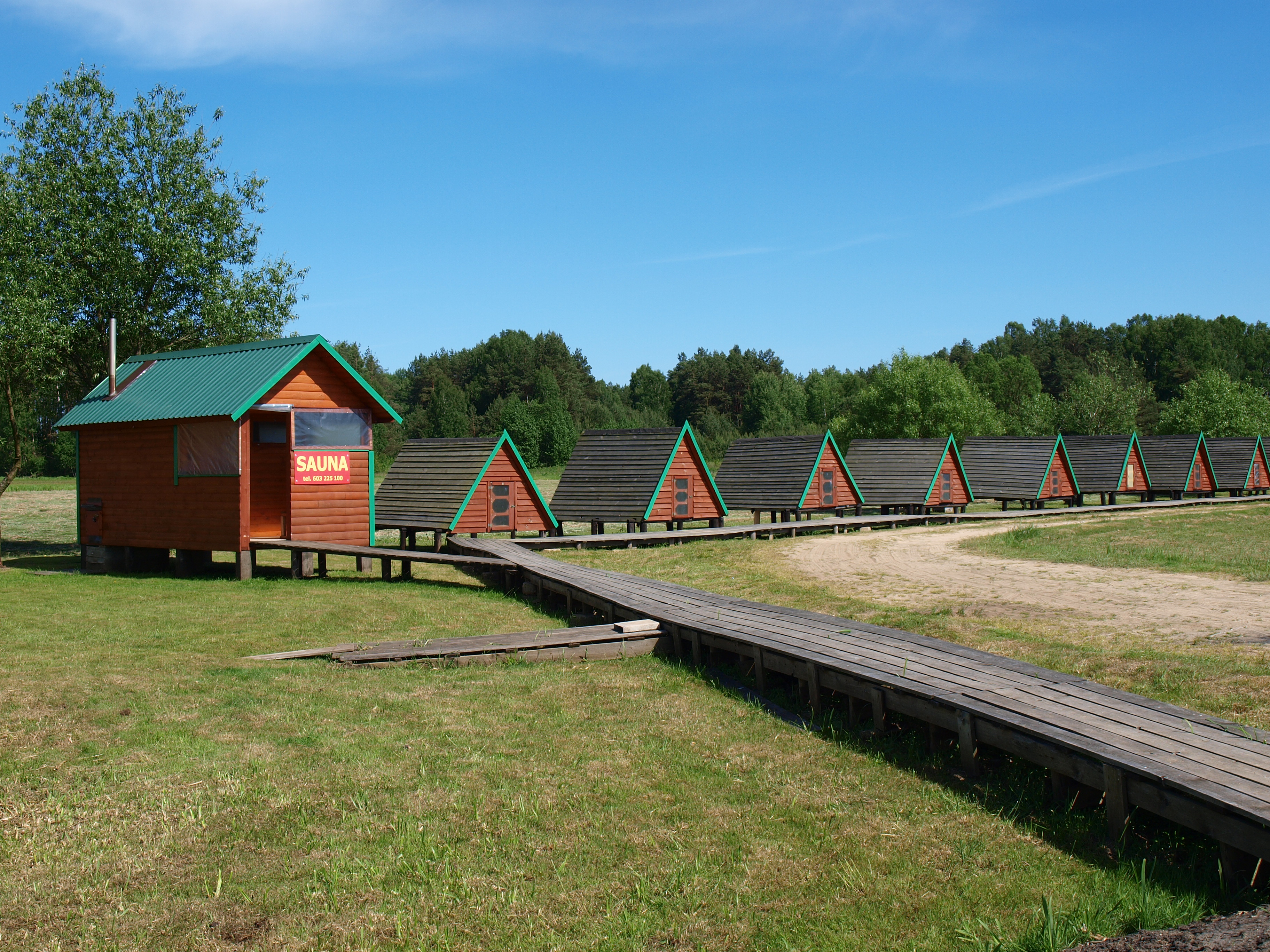
Nowoczesny kemping nad Biebrzą w Sztabinie

Kemping (ang. camping „obozowisko”) – obiekt turystyczny położony na większym terenie, ogrodzony i strzeżony, na którym goście zatrzymują się na pobyt w namiotach, samochodach kempingowych i przyczepach kempingowych, ale mogą także korzystać z pawilonów, domków turystycznych lub innych obiektów stałych. Kempingi umożliwiają przyrządzanie posiłków i parkowanie samochodów.
Część kempingów honoruje karty rabatowe wydawane przez organizacje caravaningowe.
Dobrze wyposażone kempingi posiadają zazwyczaj:
- stoły
- toalety i umywalnie, prysznice
- wyznaczone miejsca do przygotowywania posiłków
- podłączenie do energii elektrycznej
- krany z wodą pitną
- specjalne miejsca do spuszczenia wody zanieczyszczonej z pojazdów caravaningowych
- miejsce zabaw dla dzieci
- miejsce na rozpalenie ogniska.